# Sauko, Korpo
Sauko med Bisaudden är en ö i Finland. Den ligger i Skärgårdshavet och i kommunen Pargas i den ekonomiska regionen  Åboland i landskapet Egentliga Finland, i den sydvästra delen av landet. Ön ligger omkring 39 kilometer väster om Åbo och omkring 180 kilometer väster om Helsingfors.
Öns area är 35,1 hektar och dess största längd är 1,2 kilometer i öst-västlig riktning. Ön höjer sig omkring 25 meter över havsytan.

## Sammansmälta delöar
- Sauko 60°17′39″N 21°37′04″Ö / 60.2942°N 21.61767°Ö
- Bisaudden 60°17′41″N 21°37′39″Ö / 60.29468°N 21.62761°Ö

## Klimat
Inlandsklimat råder i trakten. Årsmedeltemperaturen i trakten är 5 °C. Den varmaste månaden är augusti, då medeltemperaturen är 16 °C, och den kallaste är januari, med −4 °C.